# Go Soeda
Go Soeda (添田豪?) (n. 5 de septiembre de 1984 en Kanagawa, Japón) es un exjugador profesional de tenis.

## Carrera
Comenzó a jugar tenis a los cuatro años y llegó a ser profesional en abril de 2003. Su padre, Fumio, es un banquero, y su madre, Mariko es ama de casa, tiene dos hermanos mayores, Jun y Ryo. Ha representado a Japón en la Copa Davis desde 2005. Considera su revés su mejor golpe y prefiere las canchas duras. A partir del año 2010 comienza a entrenar junto al el extenista profesional ATP Davide Sanguinetti.

### 2001-2004: Primeros años en el circuito profesional
En septiembre de 2001, Go Soeda entró como comodín, por primera vez en un torneo Futures, recogiendo rápidamente sus primeros puntos para el ranking mundialallí. En los años siguientes Soeda jugó casi exclusivamente torneos Futures , y poco a poco se abrió camino en la clasificación mundial de la parte superior. En 2004, llegó por primera vez a los cuartos de final de un torneo Challenger y  a continuación, se subió a la top 500 en el ranking mundial.

### 2005: Primer títuloFuturey el debut en laCopa Davisy elATP World Tour
En 2005, Go Soeda disputó por primera vez la final de un torneo Futures, y en julio de 2005 ganó su primer título de Futures en Tokio. Posteriormente, fue nominado por primera vez para el Equipo de Copa Davis de Japón y contribuyó a una victoria de 4-1 sobre Equipo de Copa Davis de Tailandia con su victoria sobre Sanchai Ratiwatana. En septiembre de 2005 disputó con éxito la fase clasificatoria del Torneo de Tokio, pero cayó derrotado en primera ronda ante Rainer Schuettler en tres sets. En noviembre de 2005, ganó otro torneo future y terminó el año como número 302 en el ranking mundial.

### 2006: Consolidación en elATP Challenger Tour
En este año llegó a dos finales de torneos futuros, de los cuales ganó uno. Llegó a su primera final de un torneo challenger en el Challenger de Aptos, pero perdió ante Alex Kuznetsov. También llegó a otra semifinal, así como numerosos cuartos de final. En el circuito ATP, no pudo obtener ninguna victoria. Incluso en las calificaciones para los torneos de Grand Slam no llegó más allá de la segunda ronda de clasificación. Sin embargo, a causa del éxito en el circuito Challenger subió en el ranking en el Top 200 mundial. Soeda ganó una medalla de bronce en los Juegos Asiáticos en Doha.

### 2007: Debut de Grand Slam y el primer título Challenger
En enero de 2007, Go Soeda recibió un comodín para el Abierto de Australia 2007, pero perdió en su debut en un Grand Slam sin problemas en tres sets ante el cabeza de serie n.º 9 Mario Ančić. Tanto en Wimbledon y el Abierto de Estados Unidos, fracasó en cada uno en la tercera ronda de clasificación. Ganó su primer título de Challenger en agosto de 2007 en el Challenger de Manta al derrotar en la final a Eduardo Schwank. En noviembre de 2007, llegó a otra final de Challenger en Brisbane, pero perdió ante Joseph Sirianni.

### 2008: Gran éxito en el circuito Challenger
El año 2008 fue para Go Soeda la temporada hasta ahora de mayor éxito de su carrera: ganó durante el año el Challenger de Kioto derrotando a Matthias Bachinger en la final, el Challenger de Busan, Challenger de Nueva Delhi derrotando en la final a Yen-Hsun Lu y el Challenger de Toyota derrotando en la final a Lee Hyung-Taik en un total de cuatro títulos de Challenger y disputando en el Challenger de Yokohama otra final. Fue uno de los jugadores más exitosos del circuito Challenger este año. También ganó en el Torneo de Pekín contra el invitado Bai Yan por primera vez un partido en el nivel ATP. Por estos éxitos se subió al final del año hasta la posición 114 en el ranking mundial.

### 2009-2010: Fracaso en el intento de consolidarse en el circuito ATP
En repetidas ocasiones trató de calificar para los torneos de la ATP, pero logró sólo uno de los nueve intentos para saltar en el cuadro principal, donde de inmediato cayó derrotado. Su único título este año fue en octubre de 2009 en el torneo Challenger de Tiburón, donde derrotó a Ilija Bozoljac en la final. En la clasificación mundial, retrocedió hasta la posición 241. 
El año 2010 fue de nuevo un éxito de Soeda: En el mes de marzo, ganó dos torneos Futuros consecutivos, y luego, en mayo de 2010 el Challenger de Manta al derrotar a Ryler Deheart en la final para ganar de esta manera su séptimo título de Challenger. Más adelante en el año llegó a otra final en el Challenger de Nottingham , así como varias semifinales. Además,  tuvo éxito en la fase de clasificación para Wimbledon. Sin embargo, perdió en la primera ronda sin problemas contra Martin Fischer. En Newport, obtuvo su segunda victoria  ATP sobre Taylor Dent. En la clasificación mundial, fue capaz de mejorar de nuevo este año en más de 100 plazas. En noviembre de 2010, Soeda ganó en los Juegos Asiáticos en Guangzhou otra medalla de bronce como hace cuatro años.

### 2011: la entrada en el Top 100
El año 2011 comenzó para Go Soeda con dos semifinales de challengers Singapur y Kioto. Después de que ganó en marzo de 2011 en el Challenger de Pingguo derrotando en la final a Matthias Bachinger para ganar su octavo título Challenger, subiendo por primera vez en su carrera en el top 100 del ranking mundial. Esto le valió para una clasificación directa al cuadro principal del Torneo de Roland Garros.Sin embargo, perdió en la primera ronda en tres sets ante el ruso Mijaíl Yuzhny decimosegundo cabeza de serie. Lo mismo pasó en el Campeonato de Wimbledon cayendo derrotado en primera ronda ante el francés Jo-Wilfried Tsonga. A finales de julio de 2011 derrotó a Raven Klaasen en la final del Challenger de Wuhai y ganar así su segundo título Challenger este año. Un mes más tarde Soeda también logró la clasificación para el cuadro principal del Abierto de Estados Unidos cayendo derrotado nuevamente en primera ronda ante el sudafricano Kevin Anderson.

### 2012: Primera semifinal ATP
A principios de 2012 Go Soeda celebró su mayor éxito hasta el momento. En el torneo ATP de Chennai tras vencer a jugadores como Ivan Dodig y Stanislas Wawrinka alcanzó, por lo tanto, por primera vez en su carrera una semifinal ATP. Allí perdió en dos sets ante el serbio Janko Tipsarević. En el Abierto de Australia Soeda no se clasificó, pero de inmediato fue a disputar el Challenger de Honolulu, donde ganó su décimo título de Challenger venciendo en la final a Robby Ginepri.

### 2013
El jugador japonés n.º 2 del momento (detrás de Kei Nishikori) terminó con su segundo mejor fin de año en el ranking (núm. 105 ), destacado por llegar en el Torneo de Chennai a unos cuartos de final de un torneo ATP por cuarta vez en su carrera (perdió ante el eventual campeón Janko Tipsarević). En los torneos Grand Slam cosechó un récord de partidos ganados vs perdidos de 2-4, logrando segunda ronda en el Australian Open (pierde ante Jo-Wilfried Tsonga) y Campeonato de Wimbledon (pierde ante Richard Gasquet). Cayó en la primera ronda en Roland Garros (perdió ante Joao Sousa) y también en el Abierto de Estados Unidos (perdió con Marcos Baghdatis). En los torneos ATP Masters 1000 el récord fue 0-3, cayó en primera ronda en el Masters de Indian Wells (perdió con Ryan Harrison), Masters de Miami (perdió con Alejandro Falla) en Masters de Shanghái (perdió ante Nicolás Almagro). Obtuvo su decimotercer título en el Challenger de Maui defendiendo con éxito su título obtenido la pasada temporada, derrotando en la final al alemán Zverev.

### 2014
Comienza el año disputando sin éxito dos fases clasificatorias para torneos ATP (Chennai y Sídney). En el Abierto de Australia 2014 perdió su partido de primera ronda ante Andy Murray por 1-6, 1-6, 3-6. Posteriormente disputó la Copa Davis 2014 donde su selección se enfrentó al Equipo de Copa Davis de Canadá donde perdió su encuentro ante Frank Dancevic pero obteniendo una victoria ante Peter Polansky.
En el mes de mayo ganó el Challenger de Busan 2014 derrotando en la final al taiwanés Jimmy Wang por un marcador de 6-3, 7-65. A finales de junio ganó su segundo título de la temporada obteniendo el Challenger Nanchang 2014 en tierras chinas. Derrotó en esta ocasión al esloveno Blaž Kavčič en la final por 6-3, 2-6 y 7-63.

## Títulos; 19 (18 + 1)
| Leyenda                        | Individuales | Dobles |
| ------------------------------ | ------------ | ------ |
| Grand Slam (tenis)\|Grand Slam | 0            | 0      |
| ATP World Tour Finals          | 0            | 0      |
| ATP World Tour Masters 1000    | 0            | 0      |
| ATP World Tour 500 Series      | 0            | 0      |
| ATP World Tour 250 Series      | 0            | 0      |
| ATP Challenger Series          | 18           | 1      |

### Individuales
| N.º | Fecha      | Torneo                      | Superficie  | Oponente en la final | Resultado      |
| --- | ---------- | --------------------------- | ----------- | -------------------- | -------------- |
| 1.  | 13.08.2007 | Challenger de Manta (1)     | Dura        | Eduardo Schwank      | 6-4 6-2        |
| 2.  | 03.03.2008 | Challenger de Kyoto         | Moqueta (i) | Matthias Bachinger   | 7-60 2-6 6-4   |
| 3.  | 14.04.2008 | Challenger de Busán         | Dura        | Yen-Hsun Lu          | 6-2 ab         |
| 4.  | 19.05.2008 | Challenger de Nueva Delhi-2 | Dura        | Yen-Hsun Lu          | 6-3 3-6 6-4    |
| 5.  | 24.11.2008 | Challenger de Toyota        | Dura        | Hyung-Taik Lee       | 6-2 7-67       |
| 6.  | 12.10.2009 | Challenger de Tiburón       | Dura        | Ilia Bozoljac        | 3-6 6-4 6-2    |
| 7.  | 26.04.2010 | Challenger de Manta (2)     | Dura        | Ryler de Heart       | 7-65 6-2       |
| 8.  | 27.03.2011 | Challenger de Pingguo (1)   | Dura        | Matthias Bachinger   | 6-4 7-5        |
| 9.  | 31.07.2011 | Challenger de Wuhai         | Dura        | Raven Klaasen        | 7–5, 6–4       |
| 10. | 29.01.2012 | Challenger de Honolulu (1)  | Dura        | Robby Ginepri        | 6-3, 7-65      |
| 11. | 18.03.2012 | Challenger de Pingguo (2)   | Dura        | Malek Jaziri         | 6–1, 3–6, 7–5  |
| 12. | 29.04.2012 | Challenger de Kaohsiung     | Dura        | Tatsuma Ito          | 6–3, 6–0       |
| 13. | 27.01.2013 | Challenger de Maui (2)      | Dura        | Mischa Zverev        | 7-5, 7-5       |
| 14. | 18.05.2014 | Challenger de Busan (2)     | Dura        | Jimmy Wang           | 6-3, 7-65      |
| 15. | 29.06.2014 | Challenger de Nanchang      | Dura        | Blaž Kavčič          | 6-3, 2-6, 7-63 |
| 16. | 23.11.2014 | Challenger de Toyota (2)    | Dura        | Tatsuma Ito          | 6-4, 7-5       |
| 17. | 17.05.2015 | Challenger de Seúl          | Dura        | Hyeon Chung          | 3-6, 6-3, 6-3  |
| 18. | 17.07.2016 | Challenger de Winnipeg      | Dura        | Blaž Kavčič          | 6-7, 6-4, 6-2  |

### Dobles
| N.º | Fecha      | Torneo                 | Superficie | Compañero    | Oponente en la final              | Resultado         |
| --- | ---------- | ---------------------- | ---------- | ------------ | --------------------------------- | ----------------- |
| 1.  | 25.11.2007 | Challenger de Yokohama | Dura       | Hiroki Kondo | Satoshi Iwabuchi Toshihide Matsui | 6-75, 6-3, [11-9] |